# Shi (kana)
En l'escriptura japonesa, els caràcters し (hiragana) i シ (katakana) són dues mores que ocupen la 12a posició en el sistema modern d'ordenació alfabètica gojūon (五十音), entre さ i す; i la 38a en el poema iroha, entre み i ゑ. En la taula a la dreta, que segueix l'ordre gojūon (per columnes, i de dreta a l'esquerra), es troba en la tercera columna (a la que dona nom, さ行,«columna SA») i la segona fila (い段,«fila I»). Una mora és la unitat superior al segment i inferior a la síl·laba.

## Romanització
Segons els sistemes de romanització Hepburn modificat, Kunrei-shiki i Nihon-shiki:
- し, シ es romanitzen com a «shi».
- じ, ジ es romanitzen com a «ji».

## Escriptura
|  | La し s'escriu amb un sol traç, que baixa verticalment i gira cap a la dreta, com una ena d'ela arrodonida |
|  | Escritura de la シ amb tres traços 1. Un petit traç oblic, que descendeix de l'esquerra a la dreta 2. Un segon traç de la mateixa forma més baix i cap a l'esquerra 3. El tercer és més llarg, comença sota el segon i puja en diagonal gairebé cap a la altura del primer |